# Биг Тимбер (Монтана)
Биг Тимбер (енгл. Big Timber) град је у америчкој савезној држави Монтана.

## Демографија
По попису из 2010. године број становника је 1.641, што је 9 (-0,5%) становника мање него 2000. године.
| Група             | 2000.         | 2010.         |
| Белци             | 1.579 (95,7%) | 1.549 (94,4%) |
| Афроамериканци    | 0 (0,0%)      | 1 (0,1%)      |
| Азијати           | 5 (0,3%)      | 11 (0,7%)     |
| Хиспаноамериканци | 28 (1,7%)     | 29 (1,8%)     |
| Укупно            | 1.650         | 1.641         |